# 1962 год в театре
1962 год в театре

## События
- 2 ноября — в Сиднее, в Театре Её Величества[англ.] спектаклем «Лебединое озеро» П. И. Чайковского началось существование труппы «Австралийский балет».

### Постановки
- 25 мая — в Москве в Большом театре состоялась премьера одноактного балета Николая Каретникова «Ванина Ванини», либретто и постановка Наталии Касаткиной и Владимира Василёва.
- 24 июня — в Ленинграде в Театре имени Кирова состоялась премьера балета «Клоп», либретто и постановка Леонида Якобсона.
- 17 октября — в Москве в Большом театре состоялась премьера балета «Скрябиниана» на музыку Александра Скрябина, постановка Касьяна Голейзовского.
- В Ленинграде в Театре комедии осуществлена постановка пьесы Евгения Шварца «Дракон».

## Деятели театра

### Родились
- 6 января, Москва — Алексей Маклаков, российский актёр театра и кино.
- 6 января, Москва — Андрис Лиепа, артист балета, режиссёр и продюсер, народный артист России (2009).
- 5 февраля, Москва — Виктор Раков, советский и российский актёр театра и кино, народный артист России.
- 14 февраля, Гомель — Александр Воробьёв, советский и российский актёр театра и кино, заслуженный артист России.
- 22 февраля — Юрий Кудинов, советский и российский актёр театра и кино.
- 23 февраля — Андрей Кылосов, советский и российский актёр театра и кино, заслуженный артист России.
- 24 февраля, Закарпатская область, Украина — Михаил Фица, украинский актёр театра и кино, заслуженный артист Украины.
- 30 марта, Фастов, Киевская область — Ирина Мельник, советская и украинская актриса театра и кино, народная артистка Украины.
- 14 июня, Москва — Михаил Докин, советский и российский актёр театра и кино, заслуженный артист России (2005).
- 22 июля, Дедовск, Московская область — Роман Мадянов, российский актёр, заслуженный артист России.
- 2 октября, Омск — Андрей Анкудинов, советский и российский актёр театра и кино.
- 25 ноября, Подольск, Московская область — Александр Тютин, советский и российский актёр театра и кино, режиссёр.
- 15 декабря, Москва — Игорь Угольников, российский актёр театра и кино, режиссёр, сценарист, продюсер.

### Скончались
- 6 января, Баку — Марзия Юсуф кызы Давудова, азербайджанская советская актриса театра и кино, народная артистка СССР (1949).
- 24 февраля — Турстен Хаммарен, шведский театральный деятель, актёр, режиссёр-постановщик, театральный педагог.
- 12 апреля — Урхо Сомерсальми, финский актёр театра и кино, лауреат Pro Finlandia.
- 21 апреля, Москва — Людмила Фетисова, советская актриса театра и кино, заслуженная артистка РСФСР (1955).
- 4 мая, Саратов — Павел Карганов, российский и советский актёр, народный артист РСФСР (1950).
- 19 сентября, Москва — Николай Погодин, советский сценарист и драматург, лауреат Ленинской (1959) и двух Сталинских премий (1941, 1951).
- 4 ноября, Харьков — Иван Марьяненко, советский актёр театра и кино, театральный педагог, народный артист СССР (1944), лауреат Сталинской премии (1947).
- 12 декабря, Москва — Екатерина Гельцер, артистка балета и педагог, солистка Большого театра, народная артистка Республики (1925), лауреат Сталинской премии (1943).
- 27 декабря, Сен-Манде, Франция — Ольга Преображенская, артистка балета и педагог, солистка Мариинского театра в 1902—1920 годах.